# Джордж Кеннан
Джордж Кеннан (англ. George Kennan; 16 лютого 1845, Огайо, США — 10 травня 1924) — американський журналіст, мандрівник, письменник, автор книг про Сибір і сибірське заслання.

## Біографія
У 12 років кинув навчання в школі і став працювати посильним на залізничному телеграфі. Згодом піднявся до телеграфіста. У 1865 році Дж. Кеннан був найнятий російсько-американською телеграфною компанією для дослідження можливого маршруту прокладення телеграфу із США в Росію через Аляску, Берингову протоку, Чукотку і Сибір. Провів два роки подорожуючи по Чукотці і Камчатці, після чого повернувся в Америку через Петербург.
У 1870 році опублікував про свою подорож книгу «Tent Life in Siberia». У 1870 відправився в нову подорож в Росію, цього разу через Петербург на Кавказ. Після повернення з Росії в 1871 працював банківським службовцям в Медіні (штат Нью-Йорк), але був украй невдоволений своєю професією, мріючи про кар'єру письменника і публіциста. У червні 1876 він перебрався з Медіни в Нью-Йорк, сподіваючись зробити кар'єру на літературному терені.
Проте в перший рік Кеннан не знайшов відповідну роботу і влітку 1877 був вимушений влаштуватися в страхову кампанію «Mutual Life Insurance Company». У листопаді 1878 Дж. Кеннан покинув Нью-Йорк і переїхав в Вашингтон, де став кореспондентом Associated Press.
У травні 1885 — серпні 1886 Дж. Кеннан разом з художником з Бостона Джорджом Альберте Фростом здійснив поїздку по Сибіру, знайомлячись з системою каторги і заслань. На місці Кеннан познайомився з великою кількістю політичних в'язнів. Друзями Кеннана стали Брешко-Брешковська, Лазарєв, Волховський, український революціонер, член "Громади" Микола Ковалевський.
Повернувшись в США, в 1887—1889 Кеннан опублікував в журналі «Century» ряд статей, в яких різко критикував царський уряд і прославляв революціонерів. Викриття зловживань російської влади зробило Кеннана знаменитим. Він почав активно друкуватися в серйозних суспільно-політичних журналах. Окрім «Century», це були «The Outlook», «The Nation», «Forum» і інші. Крім того, він виступав з численними платними публічними лекціями в США і Англії.
Для досягнення більшого ефекту Кеннан часто з'являвся перед аудиторією в одязі ув'язненого і кайданах.
Прямим результатом діяльності Дж. Кеннана в Англії і США стало виникнення на початку 1890-х років руху за «вільну Росію» і утворення суспільств «друзів російської свободи». Хоча він не брав участі в створенні Товариство американських друзів російської свободи в квітні 1891 р., але він став членом організації, регулярно даючи невеликі суми на видання друкарського органу Суспільства «Free Russia». У тому ж 1891 р. Кеннан видав книгу «Siberia and the Exile System», яка мала менший успіх, ніж його статті і виступи про сибірське заслання.
Після деякого спаду інтересу до Росії він перемкнувся на освітлення інших подій. У 1898 році Дж. Кеннан працював кореспондентом під час іспано-американської війни. Згодом після закінчення війни вийшла його книга «Campaining in Cuba». Весь цей час він підтримував листування з російськими політемігрантами: Волховським, П. О. Кропоткіним та ін. В липні 1901 року Дж. Кеннан знову приїхав в Росію, але через декількох тижнів в Петербурзі був висланий з країни.
Під час російсько-японської війни займався пропагандою серед російських полонених в Японії..
Більшовицький жовтневий заколот Дж. Кеннан оцінював різко негативно, мотивуючи це недоліком у нового уряду «знань, досвіду і освіти для того, щоб успішно розібратися з величезними проблемами, назрілими із зреченням царя». Він критикував інтервенцію Вудро Вільсона як недостатню міру у боротьбі проти більшовизму. Незадовго до смерті він писав:
Нова більшовицька конституція. залишає усю владу там же, де вона і була останні п'ять років — в руках групки самопризначених бюрократів, яких народ не може ні зняти, ні контролювати.— газета "Medina Tribune", липень 1923

## Книги
- Kennan G. Tent life in Siberia, and adventures among the Koraks and other tribes in Kamtchatka and Northern Asia. — N.Y., G.P. Putnam & sons; L., S. Low, son & Marston, 1870. — 425 р.
- Kennan G. Siberia and the Exile System. — N.Y., The Century co., 1891. 2 vols.
  - Російський переклад: Кеннан Дж. Сибирь и ссылка. В двух томах. СПб.: Русско-Балтийский информационный центр «БЛИЦ», 1999.
  - Переклад українською мовою: Кеннан Юрій. Сибір. Частина 1 та 2, 1893
- Kennan G. Campaigning in Cuba. — N.Y., The Century co., 1899. — 269 p.
- Kennan G. The Chicago and Alton case: A misunderstood transaction — Garden City, N.Y.: Country Life Press, 1916. — 58 p.